# Ben 10系列
Ben 10系列包含由卡通頻道所製作以Ben 10為主題的作品，其中主要包括《Ben 10》、《Ben 10 外星英雄》、《Ben 10 終極英雄》、《Ben 10 全面進化》和《Ben 10 再顯神威》的電視影集系列，另外還有電影版、電子遊戲和玩具。

## 作品

### 主系列
- Ben 10

這是整個Ben 10主系列的第一套作品。第一集《And Then There Were 10》於2005年12月27日首播，直到2008年4月15日播出《Goodbye and Good Riddance》告終。全部總共四季，包括《Secret of the Omnitrix》的內容在內共52集。在正統故事線，將《Secret of the Omnitrix》定位為《Ben 10》時間線的最後，在《Ben 10 外星英雄》的故事開始之前。《Ben 10》的時間線一開始設定小班和小玟都是10歲，在故事進行中兩人會進入11歲，而馬克會過60歲生日。
故事描述小班和小玟這對堂親在暑假的第一天就被安排和他們的爺爺馬克一起在美國各地旅行，小班因為意外得到變身裝置“Omnitrix”而讓這場旅行成為一場奇特的冒險。小班利用Omnitrix的能力當英雄，而隨劇情進展，馬克逐漸揭露自己的秘密身份，小玟也得到屬於自己的力量。故事的場景絕大多數在美國境內，但是有時候也可能因為特殊原因到其它地方甚至時空。主要敵人有魔賈斯、董悟博士、凱文和永恆武士。
比較特殊的是有的部分雖然出現在《Ben 10》的故事裡面，實際上並非正統劇情。《Ben 10,000》和《Ken 10》兩集都出現未來的小班，但是並不是現在的小班實際上的未來。這兩集的未來都以平行世界處理，即使在《Ben 10,000》的劇情有和現在的小班和小玟進行接觸。
《Gwen 10》和《Goodbye and Good Riddance》是純假設性的劇情，同樣不屬於正統故事線。
- Ben 10 外星英雄（Ben 10: Alien Force）

Ben 10主系列的第二套作品。在美國卡通頻道從2008年4月18日首播，2010年3月26日播出最後一集。全部共三季46集。這套作品在製作階段就已經規劃好要做46集，原本預定的名字叫做《Ben 10: Hero Generation》。《Ben 10 外星英雄》的時間線設定在《Ben 10》的故事結束後五年。
從《Ben 10》的故事過了五年的歲月，小班和小玟都成了中學生。小班已經很久不戴Omnitrix過著普通人的生活，並且成為足球隊的守門員。就在他拿到MVP獎章要給馬克爺爺看，卻發現爺爺失蹤了。他找到小玟，並且為了調查而重新戴上Omnitrix。隨著調查的深入，發現進化人入侵地球的陰謀。故事的核心成員少了馬克，但是過去的宿敵凱文加入成為新夥伴。除了小班重新啟用Omnitrix，小玟和凱文的能力也起了變化，並且隨劇情發展更加強大。另外，有外星人超能力的水電工後代也紛紛出現。在大家的幫忙下，小班成功讓進化人取消入侵行動。另一方面，魔賈斯在宇宙到處發動侵略，並且找小班報仇。小班試圖破解Omnitrix，卻因此害凱文受到Omnitrix的能量影響而異變。雖然擊敗魔賈斯保住地球，魔賈斯的野心還沒停止。直到最後擊敗魔賈斯，魔賈斯嚴重受傷。Omnitrix被摧毀，凱文恢復原狀，小班的變身裝置也從Omnitrix換成Ultimatrix。
和前作比起來，本作的故事結構較為嚴密，有貫穿故事主線的目標。第一季和第二季的主要敵人是計畫入侵的進化人和手下的半人獸，第三季則是魔賈斯。永恆武士也出現在本作，但是相較之下影響力比以前低，戲份不如進化人和魔賈斯。故事風格比起前作較為嚴肅，尤其前兩季小班的性格。第一季和第二季的故事任務主要和進化人有關，在重要角色的關係上有小班和茱莉以及小玟和凱文的戀情。第三季任務主要和魔賈斯的野心有關，小玟和凱文的關係也因為凱文的異變受到挑戰。
- Ben 10 終極英雄（Ben 10: Ultimate Alien）

Ben 10主系列的第三套作品。於2010年4月23日首播，並且在2012年3月31日於美國播出最後一集。總共分兩季52集。原本預定的名字叫做《Ben 10: Evolutions》 時間線的設定上是接著《Ben 10 外星英雄》的故事結束以後，小班、小玟和凱文都比前作多一歲。
故事接在《Ben 10 外星英雄》結束後，小班的變身裝置已經由Omnitrix換成Ultimatrix。在故事的開始小班變身為那些外星人的事已經不再像過去是祕密，消息在媒體散播並引起廣泛的討論。小班、小玟和凱文仍然如《Ben 10 外星英雄》一樣一起行動處理各式各樣的危機，不同處在於他們成為公開的英雄。除了小班能變身更強大與更多種類的外星人，小玟和凱文的能力也更多樣。除了面對危險的敵人，小班的問題還包括與茱莉的戀情受到名氣造成的挑戰以及不友善的媒體。
故事主線在第一季除了成名後的問題，就是要阻止新敵人惡怪剋的計畫。第二季開始除了延續小班和茱莉的事，也花費一些集數討論個別角色的故事。主要敵人在第一季是惡怪剋，第二季開始沒有集中在特定對象，不過有許多以前認識的敵人或新敵人出現。第二季後期原本幾乎土崩瓦解的永恆武士會重新整合，新登場的大剛也會成為嚴重威脅並與回歸的魔賈斯有關。
- Ben 10 全面進化（Ben 10: Omniverse）

主系列的第四套作品已經在2011年預告並製作中，名稱在2012年英國的玩具展證實。Yuri Lowenthal、Greg Cipes和Ashley Johnson要重現《Ben 10 外星英雄》和《Ben 10 終極英雄》的小班、小玟和凱文等角色。 另外還有幾個新加入的外星英雄和新夥伴戮克。台灣於2012年9月28日18:00首播。小班原有的搭檔小玟和凱文離開，並加入新搭擋戮克。除了過去的舊敵人，還出現駭霸等與Omnitrix科技有關係的新敵人。
- Ben 10 再顯神威

Ben 10系列的重啟作品。由卡通頻道官方推特（页面存档备份，存于）發布消息所確認要推出的系列。預定在Cartoon Network International於2016年秋季播出，以及在北美於2017年播出。

### 電影版
- Ben 10：變身之謎（Ben 10: Secret of the Omnitrix）

建立在《Ben 10》故事的電影，在2007年8月10日於美國首播。雖然在首播時間上比《Ben 10》的許多集數要早，該電影已經被官方設定為《Ben 10》的結局。在時間線的部分，取代原本《Ben 10 vs. the Negative 10》成為正統故事線的結局。在台灣的電視播出時只有以獨立的電影型式，而沒有跟隨劇集進度播出。在另外發行《Ben 10》的DVD有收錄，但是在裡面的中文標題名是「Omnitrix的奧秘」。此外，這部影片有三個版本。差異在小班使用不同的外星人摧毀董悟博士的DNA炸彈，分別是火焰人、大眼怪和快閃之星。
小班在和董悟博士交手的時候摧毀DNA炸彈，可是爆炸也影響Omnitrix造成Omnitrix出現不正常的能量爆發。鑽金鋼找到小班、小玟和馬克，告訴他們Omnitrix已經進入自毀模式，要找到發明者解決這個問題。鑽金鋼帶小班尋找發明者，小玟也溜上太空船。他們根據訊號抵達監獄星球陰克西卡找到米亞絲，她是Omnitrix真正發明者阿茲米斯的助手。另一方面，魔賈斯也追蹤Omnitrix的訊號想要搶奪。小班隨劇情知道如果Omnitrix自毀不只是不能變身，爆炸的威力也足以炸掉他自己甚至威脅宇宙。鑽金鋼以前曾經效命魔賈斯造成自己族人滅絕，他嚴厲訓斥小班英雄的意義。到達阿茲米斯的實驗室，好不容易讓原本冷漠的阿茲米斯願意幫忙。魔賈斯抵達試圖搶奪Omnitrix，阿茲米斯將調整過的Omnitrix交給小班讓小班首度變身超巨人，最後將魔賈斯丟到太空。阿茲米斯要遷移實驗室，米亞絲重新成為阿茲米斯的助手。鑽金鋼將小班和小玟送回地球，小班、小玟和馬克繼續他們奇特的暑假。
- Ben 10：超時空聖戰（Ben 10: Race Against Time）

真人版電影，由Alex Winter導演，於2007年11月21日在美國首播。時間線是在暑假結束，小班、小玟和馬克回到家鄉貝爾市後開學的這段時間。不過《Ben 10：超時空聖戰》的故事線並非正統的故事線，而是發生在平行世界。
暑假結束以後，小班、小玟和馬克回到家鄉貝爾市準備過普通的生活。可是小班並不習慣這種生活，還是偷偷使用Omnitrix捉弄平常欺負他的人。小班不知道自己已經被一個強大的生物盯上，克隆米亞星人幻空想要奪取Omnitrix和小班的身體。為了處理這個威脅，馬克帶小班和小玟到天工會的秘密基地，也在這個時候發現許多平常天天見面的熟人都是天工會成員。馬克告訴小班幻空和亞馬加頓魔盤的關係，以及要求小班隨時接受天工會的嚴密保護。在不接受就得離開貝爾市的情況下，小班只有答應。但是小班因為幻空仍然在學校找上他，決定不要再讓別人為他承擔危險，決定親自當誘餌引出幻空。可是水電工們中了陷阱，被困在自己基地的房間裡。小班、小玟和馬克也被幻空打敗，幻空抓走小班。幻空提到Omnitrix的時間限制是為了避免使用者的人格被取代，然後佔據小班的身體讓小班透過Omnitrix變成年輕的幻空，原本的年老幻空說不能存在同一時間就消失。幻空啟動亞馬加頓魔盤，另一邊懷特校長放出被囚禁的水電工。馬克要犧牲自己阻止亞馬加頓魔盤運作。小玟努力終於喚醒幻空裡面小班的人格，小班和小玟在其他水電工協助下救了馬克。在他們以為勝利的時候時間停止，原本的年老幻空出現攻擊小班。小班變身超能獸和幻空作戰，最後把幻空撞進亞馬加頓魔盤並摧毀亞馬加頓魔盤。小班和小玟趕回學校的才藝表演，拿到第二名。小班、小玟和馬克一起去吃披薩，馬克提到外星人會不斷找上門來。在夜空中，一艘疑似魔賈斯的太空船飛向地球。
- Ben 10：外星蜂暴（Ben 10: Alien Swarm）

本片是真人版電影，建立在《Ben 10 外星英雄》的背景。在《Ben 10：超時空聖戰》以後再次由Alex Winter導演本片，作者是John Turman和James Krieg，於2009年11月25日首播。時間線設定在《Ben 10 外星英雄》第二季和第三季之間。
小班、小玟和凱文遇上小班以前的朋友艾蓮娜‧華力達，她請求小班幫助她尋找失蹤的父親維多‧華力達。線索在一種來源不明的晶片，看起來又自我意識會群聚轉變成各種外形。可是他們對馬克提到艾蓮娜的時候，馬克要求他們不可以和艾蓮娜接觸。小班無視馬克的要求，自己去找艾蓮娜。另一方面，維多已經被外星晶片寄生，並且感染更多人。凱文成功破解天工會的電腦系統，查出維多過去偷走晶片被逐出天工會的事。小玟和凱文到必達貨運調查，遭到晶片的襲擊。他們逃離的時候遇到小班和艾蓮娜，小班擊退晶片但是也破壞了凱文的車，艾蓮娜提供計程車的電話讓大家返回天工會的基地。解釋晶片的事以後，馬克要小班、小玟、凱文和艾蓮娜都來調查，通訊顯示各地的天工會都遭到晶片襲擊。調查必達貨運的運輸清單，找到晶片的轉運總部。可是帶回來當樣本的晶片突然啟動控制馬克，馬克就這樣在大家面前逃走。他們用凱文送給小班的新車抵達晶片的中心，看到包括馬克在內被晶片控制的人在那裡工作，將晶片裝箱。繼續往內部偵查，看到維多身上連街多條管子並從那裡不斷產生晶片。凱文提出要立刻擺平維多，但是小班選擇利用Omnitrix之前掃瞄晶片得到變身的能力進入維多的身體除掉女王。小班在維多體內，女王試圖控制小班，最後被小班打敗。所有在場的晶片都被摧毀，維多和所有被控制的人恢復正常。小班、小玟、馬克、維多和艾蓮娜離開，馬克想要將自己在天工會的工作移交給小班，不過小班堅持馬克留在原本的位置。
- Ben 10：殲滅外星怪（Ben 10: Destroy All Aliens）

一部以CGI製作的電影，於2012年3月11日在美國上映。台灣是在台灣時間（GMT+8）2012年3月11日9:00在台灣卡通頻道首播。這部影片的背景設定在原始《Ben 10》的時間線，配音員沿用原本《Ben 10》的人員。CGI由亞洲的Tiny Island Productions所繪製。
- Ben 10大戰Rex（Ben 10 / Generator Rex crossover）

嚴格來說這部作品屬於《機械戰士REX》系列，與《Ben 10》的系列作同樣由Man of Action所製作的卡通系列。在2011年7月11日的行程表揭露這部作品，並且於2011年11月25日首播，在台灣於2012年8月4日20:00首播。在分配上屬於《機械戰士REX》的第三季第三集與第四集。主要內容是小班意外出現在小雷的世界所發生的事。

### 跳跳版
將播出的影片角落加上文字框，內容大多是背景設定或者對當下的狀況進行解釋，有時候也會提醒觀眾一些線索。目前有出過跳跳版的影片包括《Ben 10》和《Ben 10 外星英雄》兩個系列的部分集數，還有電影版的《Ben 10：變身之謎》、《Ben 10：超時空聖戰》和《Ben 10：外星蜂暴》。

### 短片
以《Ben 10》的時間為基礎的短片，在2007年7月14日首播《Hijacked》，到2008年7月8日播出《Handle With Care》為止共八集。

### 實境秀
- Ben 10終極大挑戰

在英國製作的實境節目，邀請Ben 10系列卡通的愛好者兒童參加，透過比賽爭取獎品。比賽內容除了與卡通相關的搶答，還有考驗肢體協調的項目。每次一開始有四名參賽者，留下最高分的前兩名爭取優勝後把優勝者的分數登記在前十名排行榜。在經過十集的比賽以後，選擇排行榜分數最高的前四名比賽。台灣從2012年9月8日開始每週六9:00時段播出兩集，每集約半小時。到2012年9月29日為止播出八集。
台灣於2013年12月9日到12月20日週一到週五17:00時段播出亞洲篇，共播出10集。2014年1月12日開始每週日重播，9:00時段連續播放兩集，17:00時段重播9:00時段的兩集進度。重播時的集數順序和2013年的首播順序有所不同。

### 電子遊戲
- Ben 10: Protector of Earth

這是第一個以Ben 10為主題的電子遊戲，於2007年10月30日釋出。遊戲中小班有五個可用的外星人，火焰人、超能獸、快閃之星、四手霸王和轟天雷。High Voltage Software擴充遊戲到機台版本，1st Playable Productions則擴充到Nintendo DS版本。
- Ben 10 外星英雄（Ben 10: Alien Force）

本遊戲以《Ben 10 外星英雄》的前兩季為基礎，於2008年10月28日釋出。有PS2、Wii和PSP版本，遊戲為3D動作平台。玩家可以選擇小班，有五種外星人可用，也可以選擇小玟或凱文使用他們的能力。善用角色的能力通過任務中的地形，還要與永恆武士和進化人等敵人作戰。Monkey Bar Games擴充遊戲到機台版本，1st Playable Productions則擴充到Nintendo DS版本。
- Ben 10 Alien Force: Vilgax Attacks

建立在《Ben 10 外星英雄》第三季的遊戲，於2009年10月27日釋出。小班、小玟和凱文被矛盾博士送去阻止魔賈斯，並且在馬克和船的協助下穿梭銀河。小班有十種外星人可變，轟天雷以第十種的身分出現在Wii、PS2和Xbox 360。同時，Upchuck製作在Nintendo DS的版本。X超人只有在一開始出現，並不是玩家可以使用的外星人。Papaya Studio將遊戲擴充到機台版本，1st Playable Productions則再次擴充到DS版。
- Ben 10 Alien Force: The Rise of Hex

建立在《Ben 10 外星英雄》第三季的遊戲，除了在Wii和Xbox 360外可以下載。在2010年5月26日釋出Wii和XBLA的版本，在2010年5月31日釋出WiiWare版本，2010年12月17日釋出PAL的版本。在Ben 10遊戲中第一次可以變身北極星，駭屍和邪咒魔女是主要敵人。銷售量相當差，在2010年底為止在Xbox版本還不到1000套。
- Ben 10 Ultimate Alien: Cosmic Destruction

建立在《Ben 10 終極英雄》背景的遊戲，是最後一個在PS2平台的Ben 10遊戲。玩家可以讓小班變身成16種外星人（在Xbox 360和PS3為17種），包含終極版在內。小班要穿梭現實世界的景點，包含東京、巴黎、中國長城、亞馬遜雨林和羅馬尋找遠古蓋文星人製造的物品以保護地球免於神秘宇宙風暴帶來的毀滅。Papaya Studio擴充這個遊戲到機台版本，Griptonite Games將此擴充到DS版本。
- Ben 10: Galactic Racing

建立在《Ben 10 終極英雄》的遊戲，屬於競速類型。有PS3、Xbox 360、Nintendo DS、Wii和Nintendo 3DS版本，在2011年10月18日於北美釋出並在2011年11月25日在歐洲釋出。除了有可變身的外星人可選擇，也是第一個允許玩家選擇敵對角色來進行的Ben 10遊戲。 在D3 Publisher公布並由Monkey Bar Games擴充，Straight Right則擴充到DS版本。
- Ben 10: Power Trip

发行商Outright Games和开发商PHL Collective公布了Ben10系列的最新游戏《Ben 10：Power Trip》，该游戏于2020年10月9日登陆PS4/Xbox One/Switch/PC平台，玩家可以在游戏中使用四手霸王、火焰人等六个英雄同敌人战斗，并解决谜题和探索令人兴奋的3D世界。

### 玩具
Ben 10系列有出紙牌遊戲、Omnitrix投影玩具，還有各種外星人的模型，由萬代美國公司製造。

## 重要角色與團體
- 小班（Benjamin Kirby Tennyson）

小班是整個Ben 10系列的主角，從十歲那年的暑假開始和小玟、馬克爺爺開始在全美的旅行。並且在得到Omnitrix開始，讓這趟暑假之旅變成一場奇特冒險。從他戴上Omnitrix以後，除了到處當英雄解救危機，也引來覬覦Omnitrix力量的勢力，尤其是魔賈斯。小班除了幫助人，還要與惡勢力作戰。在暑假結束以後，小班回歸正常生活。直到五年後的進化人入侵事件，小班重新戴上Omnitrix並且和小玟與以前的宿敵凱文出面處理。他們三人組成團隊，在進化人撤退後仍然到處執行任務。當魔賈斯回歸並多次發動對地球的攻擊，小班在最終犧牲Omnitrix擊敗魔賈斯，變身裝置成為從阿貝多取得的Ultimatrix。後來小班變身外星人的事曝光，變成公開的英雄。小班面對的問題除了成名之後的處境，還有新舊敵人的威脅。小班首先面對的重大威脅是惡怪剋。在一連串與惡怪剋的戰鬥結束後，又有凱文發瘋的餘波。事情解決後，小班和他的團隊持續處理各式各樣的事務，到後來大剛的出現以及魔賈斯回歸成為重要威脅。在封印大剛並擊敗魔賈斯後，阿茲米斯收走Ultimatrix並給他一支新的Omnitrix。小班接下來面對的重大變化除了包含Khyber的新敵人，更重要的是隊伍成員少了凱文和小玟並多了戮克。
小班的性格相當愛玩，有時候會因此忽略重要的事。在《Ben 10》時期，他得到Omnitrix以後常想到的是如何用來做些好玩的事。就算不使用Omnitrix的能力，他以好動的個性也會找些事來玩而惹麻煩。小班最喜歡的是和狂暴相撲有關的產品，所以那些麻煩事有時候也會牽涉到狂暴相撲。在成為青少年以後，小班逐漸懂得把精力放在運動，而不再隨便惹麻煩。從《Ben 10 外星英雄》開始，小班的性格變得比較嚴肅，尤其是因為馬克不在讓他要自己扛起領導者的責任。小班小時候喜歡單打獨鬥，也因此吃虧。面對強大的進化人，他更是需要組一個團隊。在進化人撤退後，小班因為這莫大的成就開始回復到小時候經常處於自我滿足的狀態。因為魔賈斯的回歸，他受到相當程度的打擊，尤其是Omnitrix被奪走。擊敗魔賈斯以後，他的變身裝置換成Ultimatrix。在《Ben 10 終極英雄》開始，小班秘密身分曝光，他又因為隨之而來的超人氣讓自己沉醉其中造成人際關係的衝突。這時候又出現新的宇宙威脅惡怪剋，即使多番阻止仍然讓惡怪剋即將完成自己的計畫。最後擊敗惡怪剋，付出的代價卻是失心瘋的凱文造成的威脅。小班的性格通常不放棄可以拯救任何人的機會與發揮常人想不到的創意，這次卻一反常態要除掉凱文。由於小玟的努力，凱文恢復正常。不過小班不懂怎麼處理人際關係的問題還在，因此《Ben 10 終極英雄》第二季他和女朋友茱莉幾乎要分手。在向茱莉道歉並讓茱莉答應再給他機會以後，繼續和發展和茱莉的關係。小班在《Ben 10 全面進化》面臨隊伍的重組，向馬克表示他只需要自己和Omnitrix而不需要新搭擋。而當他與戮克因故暫時分開後發現搭擋是多麼的重要。此後便十分信任戮克，把他當成真正意義的夥伴。
由於他愛玩且不成熟的心態導致友情和愛情的人際關係時常處在崩潰邊緣。時常和戮克與其他夥伴爆發衝突，但隨著故事推進已有改善。此外綜合全篇小班與無數人類與外星女孩子有過曖昧關係。在被伊絲達甩後變得較為成熟，會思考自己的行為。在倫敦與初戀凱伊重逢後便一直被黑白君(真實身分為小班的兒子肯尼)製造兩人的獨處時間，也因為這樣兩人又重新認識並愛上彼此。兩人在未來成為夫妻。
- 小玟（Gwendolyn "Gwen" Tennyson）

小玟是Ben 10系列的重要女主角，從小班十歲暑假那年就和小班、馬克在全美旅行。小玟是小班的堂親，生日和小班同一天。在小班得到Omnitrix以英雄身份行動開始，和馬克為小班提供一些幫助。初期的小玟沒有特別的能力，最多是在知識上提供建議。在多次與駭屍和邪咒魔女的交手後得到使用魔法的能力，並且曾在擁有貝賽爾魔咒石期間以幸運女孩身份行動。她使用她的能力和小班一起對抗惡勢力，在暑假結束後恢復正常的生活。五年後的進化人入侵事件，重新戴上Omnitrix的小班找她幫忙，並在凱文的加入下一起作戰。當時的小玟除了空手道，使用魔法的能力也更強大，而且劇情在後來揭露小玟的能力來自安諾星人血統。她會提醒小班應該以智取勝。進化人撤退以後同樣繼續處理各地發生的危機，但是小班經常的自滿讓她不悅。魔賈斯回歸事件時凱文發生異變，小玟努力尋找將凱文回復的方式，直到凱文因為Omnitrix的自毀而恢復原狀。到《Ben 10 終極英雄》，小玟責怪小班對女朋友茱莉不用心。在擊敗惡怪剋以後凱文發瘋時，她不同於小班，想要找辦法治好凱文。在與麥克晨星和小柏的合作下，終於將凱文恢復原狀。小玟的能力更加多樣與強大，甚至可以瞬間傳送與停止目標的時間。
小玟在小時候喜歡拿小班開玩笑，但是行為較節制而不至於闖下大禍。進入青少年時期，小玟的性格變得較為嚴肅。她待在小班身邊時，會給予小班一些建議。小玟在和凱文相處的期間，逐漸與凱文成為情侶，並且為了幫助凱文費盡心力。凱文在Omnitrix造成的異變時，小玟嘗試使用魔法甚至穿越時空。《Ben 10 終極英雄》擊敗惡怪剋以後面對發瘋的凱文也不放過任何希望。在《Ben 10 終極英雄》她責怪小班沒有好好陪茱莉，後來劇情敘述她的生活表現她真的可以在人際關係、打擊敵人和課業都能兼顧。小玟的生活可說是經過高度計畫，從《Ben 10》開始展現自己的彩色行事曆以及《Ben 10 終極英雄》她其中一天的生活都是如此。
從《Ben 10 全面進化》開始，小玟因為從高中跳級要離開貝爾市念大學而和小班分離。
- 馬克（Maxwell "Max" Tennyson）

馬克是小班和小玟的爺爺，在《Ben 10》帶他們在全美旅行。他外表平凡的車屋隱藏許多高科技裝備，稱「老破車」。年輕時是天工會戰鬥人員，在展開暑假之旅後逐漸展現自己的秘密。馬克相當照顧小班和小玟，小班提到馬克以智慧和經驗領導大家。在《Ben 10 外星英雄》失蹤，後來因為和進化人交手被捲進虛無零界。在與進化人的決戰返回地球，進化人撤退後留在目後訓練新人。在《Ben 10 終極英雄》為了阻止惡怪剋親自出面作戰而受重傷在蓋文星療養，回復後再出面幫大家阻止發瘋的凱文。之後仍然繼續相同的工作。
- 凱文（Kevin Levin）

凱文比小班大一歲，在小班的暑假之旅和小班認識。小班當他是好友，但隨即因為無法接受他損人利己的行徑而和他敵對。他吸收Omnitrix的能量得到變身外星人的能力，但是在頻繁使用後變成各種外星人的大拼盤無法回復地球人型態。他在《Ben 10》多次對小班展開攻擊，直到被送進虛無零界。在《Ben 10 外星英雄》出現時正在仲介半人獸和永恆武士之間的軍火交易，後來加入成為團隊的一員。進化人撤退以後為因應來襲的魔賈斯幫小班入侵Omnitrix系統，因為能量爆發變成金屬、石頭、木材和晶體拼湊的外形。這種模樣成為凱文的心病，也讓邪咒魔女有機可趁造成他和小玟的衝突。凱文一般都用偽裝面具掩蓋這個模樣，直到《Ben 10 外星英雄》最後因為Omnitrix的自毀而恢復。在《Ben 10 終極英雄》繼續一起行動。和惡怪剋交手時為了擊敗惡怪剋吸收Ultimatrix能量，但是自己因此發生第三次異變而且發瘋到處攻擊人。在小玟的努力下，凱文恢復原狀。之後仍然一起行動，執行任務。從《Ben 10 全面進化》開始，凱文在貝爾市外找到一份工作而和小班分離。
凱文的親生父親達文是天工會成員，為了解救太陽系而犧牲。凱文的母親在他小時候再婚，認為母親被繼父哈奇搶走而逃家遊蕩街頭。童年的凱文性格自私，為了自己的利益可以毫不猶豫傷害別人。他原本以吸收的能量當武器，後來吸收小班的Omnitrix能量並異變。在被送進虛無零界監獄後認識魁哥，得到魁哥幫助擺脫異變並改為吸收複製碰觸到的材質。《Ben 10 外星英雄》時青少年的凱文已經會考慮別人受到的影響，但是仍然不會放過大賺一筆的機會，就算在小班和小玟眼中是不道德的行為。作戰是讓吸收的材質覆蓋身體。魔賈斯來襲期間受到Omnitrix能量爆發影響再次異變時沒辦法擺脫覆蓋身體的材質，但是在能力上可以讓手部轉變為刺球、劍和剪刀的型式，而不是單純用拳頭攻擊。在Omnitrix自毀後恢復，不過凱文還是能使用這種變形能力。《Ben 10 終極英雄》表明不再吸收生物能量，因為會喪失心智。但是在對付惡怪剋時吸收Ultimatrix能量造成第三次異變，期間使用的是多種外星人能力，直到被恢復正常。
凱文對外星科技與社會的知識有相當的了解。他在《Ben 10 外星英雄》有自己的汽車載小班和小玟執行任務，《Ben 10 外星蜂暴》時送給小班一輛汽車。到《Ben 10 終極英雄》，他有一艘太空船可以載小班和小玟到太空進行任務而不需要再向茱莉借「船」；他將太空船命名「老破車三號」。
自稱為來自歐斯摩西五號星，但在《Ben 10 全面進化》中恢復記憶。該星球並不存在，他只是一名有超能力的地球人。他小時候和死黨阿吉都是天工會秘密部門特工會的特殊探員。除阿吉以外的探員和賽凡提斯攝政官都是凱文吸收外星生物能量後轉移至人類身上使他們成為外星人。後來全員被賽凡提斯攝政官洗腦，消除記憶後放回地球。也就是說凱文在遇見小班以前的記憶有一半以上是錯誤的。
- 戮克（Rook Blonko）

配音：Bumper Robinson（美國）；李景唐（台灣）
在《Ben 10 全面進化》首度登場的角色。他是在小玟和凱文為了各自的原因和小班分開後，由馬克送去成為小班的新搭檔。他本身並不使用超能力，而是靠他的體術和高科技裝備來執行任務。他登場的時候，小班的名氣已經廣為人知。他除了已經在教科書讀過關於小班的事以及聽過小班的傳奇，和小班搭檔後也會向小班確認某些傳言的真實性。執行任務的時候，比起小班，他比較偏向按照標準程序進行。
- 天工會（Plumbers）

天工會是星際執法機構，在《Ben 10》馬克告訴小班和小玟在記錄上沒有他們的存在。在《Ben 10 外星英雄》，天工會調查進化人的事並在後來委任小班、小玟和凱文為地球的保安官。進化人事件結束後，許多新進的水電工後代接受馬克訓練。在《Ben 10 終極英雄》裡面，小玟提到各國政府也承認天工會的權力。
- 魔賈斯（Vilgax）

魔賈斯是Ben 10系列主要的敵對角色，性格兇惡殘暴，從《Ben 10》就開始搶奪小班的Omnitrix。在Ben 10系列的主線劇情三套作品中，最後的決戰總是和他有關係。在《Ben 10》中多次與小班交手，最後被丟到太空。在《Ben 10 外星英雄》第三季吸取許多外星人超能力再找小班挑戰，多次衝突直到太空船墜海爆炸戰敗。《Ben 10 終極英雄》出現一個把他誤認為大剛崇拜的教團，他襲擊永恆武士想要取得更強大的力量。人類要面對與他和來自異界的大剛決戰，而魔賈斯從聽命於大剛反過來完全吸收大剛，但是被小班用艾司克隆抽走大剛而被擊敗。
- 永恆武士（Forever Knights）

在《Ben 10》出現的神秘組織，積極收集各種外星科技，也想奪取Omnitrix。在《Ben 10 外星英雄》出現時，由派屈克領導的派系宣稱是中世紀為了屠龍而成立。《Ben 10 終極英雄》裡面，永恆武士的戰力更衰弱，交戰時比起《Ben 10》和《Ben 10 外星英雄》前兩季的表現更缺乏威脅性。但是隨著創立者喬治的回歸，眾派系被重新聯合起來，並且由喬治宣佈發動淨化以消滅所有在地球上的外星生物。在後面隨著過去被他們封印的大剛回歸，他們要將作戰重點放在對大剛。在最後的決戰，他們的領袖喬治與小班並肩作戰，之後在與大剛的戰鬥中陣亡。
- 進化人（Highbreed）

家鄉星球為Augstaka，相當強大的種族，宣稱自己是宇宙的第一個種族。在《Ben 10 外星英雄》的前兩季是主要敵人。有紫色眼睛、黑色手臂和白色身體，有的甚至能展開翅膀。他們因為迷信血統純粹導致近親交配失去對疾病的免疫力，原本將是最後一代的進化人發動全面攻擊要其它智慧物種和他們一起滅亡。小班用Omnitrix修復他們的DNA使他們免於滅亡，他們也全面撤退。不過他們在撤退前還在地球留下毀滅武器，實際數量連新領袖萊拉辛也不清楚，他答應回去後會進行調查。
- 惡怪剋（Aggregor）

惡怪剋是歐斯摩西人，也是《Ben 10 終極英雄》第一季的主要敵人。他俘虜五個外星人，計畫最終在宇宙創始大地得到X超人的力量。雖然那些外星人逃走分別和小班發生各種接觸，仍然被他抓回去並利用洛索拉達的裝置吸收。他更一次又一次打敗阻止它的小班、小玟和凱文，成功取得完整的無垠穹蒼圖前往宇宙創始大地。最後在當地決戰時，被吸收Ultimatrix能量的凱文擊敗。
惡怪剋在能力上的弱點為能量攻擊，所以他在吸收五名外星人以前使用的手杖讓他防禦能量攻擊。如果戰術運用得當，小班是有可能自己靠Ultimatrix的變身擊敗惡怪剋。惡怪剋擁有機器人士兵，但他的身份並不是歐斯摩西的官員、獨裁者或戰士。
- 大剛（Diagon）

根據傳說，大剛是來自地球之外的世界，並且帶來外星科技給人類。有一個稱為「Flame Keepers' Circle」的教團以崇拜大剛為宗旨，號稱有幾千年的歷史。他們的成員相信失蹤的大剛會重返，並帶來人類的希望。由於其中一種外形酷似魔賈斯的原形，魔賈斯曾經被Flame Keepers' Circle當成大剛崇拜。真正的大剛在地球的中世紀時和路庫布拉手下入侵。大剛本身和路庫布拉都擁有心智控制能力，試圖阻止的騎士們紛紛敗陣。永恆武士的創立者喬治是唯一夠強大掌握阿茲米斯製造的劍艾司克隆（Ascalon）。喬治用艾司克隆刺穿大剛的心臟，再把仍然活著的大剛封印回原來的象限。到小班的時代，大剛設計讓魔賈斯破壞封印得到解放。雖然大剛曾經以類似魔賈斯原形的外形出現，據崔斯可所說，在中世紀和永恆武士交手的大剛顯示的是龍的外形。小班在決定讓喬治留下艾司克隆以後，阿茲米斯沒有像過去一樣對違背命令的小班發怒，反而說小班做得對。阿茲米斯認為大剛的回歸可能意味著終結。在最後決戰中被原本聽命於他的魔賈斯背叛吸收，最後又被小班用艾司克隆封印。
- 狩獵師駭霸（Khyber the Huntsman）

配音：David Kaye
駭霸是在《Ben 10 全面進化》首度登場的敵人。他有一隻會變身的野獸，戰鬥主要是派這隻野獸進行。他可以讓風通過臉部的裂隙發聲，用來指揮他的野獸。他將小班視為專屬於他有挑戰性的獵物。

## 田納森家系

### 第一世代

#### 比爾系
比爾（Bill Tennyson）和艾希莉（Ashley Ethelridge）結婚，至少有三個孩子。
- 馬克（Maxwell "Max" Tennyson）
- 高登（Gordon Tennyson）
- 薇拉（Vera Tennyson）

#### 傑迪亞系
馬克在《Ben 10》的《Under Wraps》提到傑迪亞（Jedediah Tennyson）叔叔，但是此人是否有婚姻與孩子仍然未知。

### 第二世代

#### 馬克系
馬克（Maxwell "Max" Tennyson）和薇朵娜（Verdona Tennyson）結婚，至少有三個孩子。
- 卡爾（Carl Tennyson）
- 法蘭克（Frank Tennyson）
- 一個名字未知的孩子，有女兒桑妮（Sunny）。

#### 高登系
高登（Gordon Tennyson）和貝蒂珍（Betty Jean Tennyson）結婚，至少有一個兒子。
- 喬（Joel Tennyson）

#### 薇拉系
薇拉（Vera Tennyson）至少有一個女兒和一名叫Clyde Fife的外孫。

### 第三世代

#### 卡爾系
卡爾（Carl Tennyson）和珊卓（Sandra Tennyson）結婚，有一個兒子。
- 小班（Benjamin Kirby Tennyson）

#### 法蘭克系
法蘭克（Frank Tennyson）和娜塔莉（Natalie Tennyson）結婚，有兩個孩子。
- 肯恩（Kenneth Tennyson）
- 小玟（Gwendolyn "Gwen" Tennyson）

#### 桑妮父母系
馬克（Maxwell "Max" Tennyson）和薇朵娜（Verdona Tennyson）名字與性別未知的孩子，至少有一個女兒。
- 桑妮（Sunny）

#### 喬系
喬（Joel Tennyson）和曼恩夫婦的女兒卡蜜兒（Camille Mann Tennyson）結婚，還沒出現孩子。

#### Clyde父母系
薇拉（Vera Tennyson）的女兒，至少有一個兒子。
- 克萊德法夫（Clyde Fife），視叔公之孫小班為學習對象。

### 第四世代

#### 小班系
小班（Benjamin Kirby Tennyson）已經和茱莉（Julie Yamato）分手，在來自未來的 Chrono Spanner 牽紅線下，他開始和初戀對象凱伊（Kai Green）穩定發展。在未來小班會和凱伊結婚，只有一個親生孩子。另外小班因為Omnitrix的寒冰幽靈變身到了繁殖期的關係，有十五個寒冰幽靈身份的孩子。
- 寒冰幽靈幼體（Big Chill's Offspring）
- 肯尼（Kenneth "Kenny" Tennyson），名字來自肯恩（Kenneth Tennyson）。那個他沒有Omnitrix，但不時會返回《全面進化》的年代以時空黑白君 Chrono Spanner身份暗中協助年輕的父母。

#### 小玟系
小玟（Gwendolyn "Gwen" Tennyson）仍然和凱文（Kevin Levin）約會中，沒有婚姻與孩子。但是她的DNA被讀取產生尤妮絲（Eunice）。
- 尤妮絲（Eunice）是Unitrix讀取小玟（Gwendolyn "Gwen" Tennyson）的基因而產生的人類型態，但是Unitrix本身是阿茲米斯（Azmuth）製造的。

#### 肯恩系
肯恩（Kenneth Tennyson）的感情狀態未知，也沒有出現孩子。

#### 桑妮系
桑妮（Sunny）已經與安東尼奧（Antonio）分手，沒有出現孩子。

### 第四世代（平行世界）

#### 平行小班系
小班（Benjamin Kirby Tennyson）和凱伊（Kai Green）結婚，有兩個親生孩子，年齡排行未知。在《Ben 10》的《Ken 10》再收養一個兒子。
- 肯尼（Kenneth "Kenny" Tennyson），名字來自肯恩（Kenneth Tennyson）。十歲生日當天得到 Omnitrix。
- 玟琳（Gwendolyn Tennyson），名字來自小玟（Gwendolyn "Gwen" Tennyson）。
- 達夫（Devlin Levin），原本是凱文的兒子，在《Ben 10》的《Ken 10》最後被收養。

#### 平行小玟系
小玟（Gwendolyn "Gwen" Tennyson）是否有婚姻與孩子為未知。

## 變身裝置
所有的變身裝置都出自阿茲米斯的實驗室，其中小班先後以Omnitrix和Ultimatrix讓自己可以變身外星人。小班在變身的時候過程非常快，播放時採用慢動作。變身前的穿著會被參考，產生變身後適合的穿著。變身所需的基因資料存放在星體普萊摩斯，由青苔組織飛蟲協助取得基因樣本存入密碼河。Unitrix被阿茲米斯遺失後，阿茲米斯找巨雷取回。
- Omnitrix

Omnitrix是小班在《Ben 10》得到的變身裝置，原本的預定對象是馬克卻被小班意外撿到。初期顯示有十種外星人可選擇，後來知道不只十種。在《Ben 10 外星英雄》小班重新戴上時，顯示不同的十種外星人。後來阿茲米斯讓Omnitrix開啟全功能，Omnitrix語音說明可用的外星人超過百萬種，平時為了方便而簡化為十種。當時允許小班用語音操作。進化人撤退後，小班表示Omnitrix經過重設，新出現十種外星人他都不認識，但是劇情沒有說明是哪十種（不過從當時Omnitrix的全息影像推斷其中一個應該是北極星）。第三季開始Omnitrix能量爆發造成凱文異變，最後在和魔賈斯決戰時為了對付戴上Omnitrix的魔賈斯而讓Omnitrix自毀，凱文恢復正常。
Omnitrix本身是個變身的媒介，實際上DNA的資訊都存在行星普萊摩斯。Omnitrix平時的顏色是綠色，要轉動選擇變身的外星人時會浮現外星人的影像。當顏色呈現或閃爍紅色，表示正在充能無法使用。顏色呈現黃色時，表示Omnitrix正在掃瞄未經登錄的DNA。Omnitrix也可以偵測受損基因並修復，小班在《Ben 10 外星英雄》使用這種能力把變成半人獸的地球人恢復原狀。第二季結局，小班甚至為全體進化人修復受損基因。
- Ultimatrix

Ultimatrix的原意是Ultimate Omnitrix，擁有Omnitrix的大部分功能。從阿茲米斯的實驗室製造，被阿貝多偷走。和原本的Omnitrix比起來，可以變身終極版外星人。阿貝多和魔賈斯合作奪取小班的Omnitrix，魔賈斯反過來抓住阿貝多。小班摧毀Omnitrix以後以讓Ultimatrix進入自毀模式威脅阿貝多交出Ultimatrix，Ultimatrix因此為小班所有。在《Ben 10 終極英雄》小班用Ultimatrix變身外星人，繼續他的英雄生涯。小班除了用Ultimatrix讓他變身終極版外星人，還另外掃瞄被惡怪剋囚禁的五名外星人得到不同的變身能力。可是Ultimatrix的設計有缺陷，終極版外星人出現自己的意識想要消滅小班得到自由。小班後來知道那些外星人因為被困住而痛苦，決定犧牲自己解放那些外星人。最後小班仍然活著，而且可以繼續使用終極版外星人。小班曾經試圖用Ultimatrix將變成半人獸的阿拉卡那星人恢復原狀但無效，後來從尤妮絲得知Ultimatrix不具備此能力。在《Ben 10 終極英雄》被阿茲米斯收走，並以一支新的Omnitrix取代。
- Unitrix

Unitrix是阿茲米斯製造的裝置，本身是Omnitrix的前身。阿茲米斯把Unitrix遺失以後，雇用巨雷找回。Unitrix本身墜落在地球，讀取小玟的基因產生人類型態尤妮絲（Eunice）。Unitrix以尤妮絲的型態在地球先後讀取熊、兔子和蛇的基因並在巨雷抵達時和小班、小玟與凱文一起對巨雷作戰。最後阿茲米斯抵達要把Unitrix帶回去放回倉庫，在小班強烈反對下同意Unitrix以尤妮絲的身份協助看守普萊摩斯。
- Omnitrix touch

在《Ben 10 終極英雄》阿茲米斯見到Ultimatrix以後曾經對小班提到準備一支新的Omnitrix，但是還沒準備好。在《Ben 10 終極英雄》最後阿茲米斯收走Ultimatrix，並將新Omnitrix交給小班。當小班問到完全掌控新Omnitrix，阿茲米斯回答要當小班十八歲生日的禮物。新Omnitrix的變身出現以前沒見過的外星人。錶面為方形，而非以前的圓形。使用的時候不再像以前那樣抓住邊緣轉動，改為在錶面螢幕上以手指滑動。
- Nemetrix

“邪恶版本的Omnitrix”，在《Ben 10 全面进化》由骇霸让他的宠物配上变身为外星生物，尤其是小班变身的天敌。Nemetrix是变形魔将在《The More Things Change, Part I》开头复制的一部分Omnitrx的结构交给了神经蟹博士，之后再由神经蟹博士根据变形魔给予的Omnitrx结构制造而成的。神经蟹博士在完成Nemetrix后，将Nemetrix交给了骇霸，让骇霸去搜集各种外星猛兽的基因，还让骇霸利用Nemetrix来捕捉小班，并抢夺小班的Omnitrx。
跟Omnitrix相比，由於Nemetrix內記錄的基因都是毫無理性的凶惡野獸，使用者在用它變身時會失去理志的四處破壞，因此佩戴者必須是經過訓練的野獸，否則使用者在最後會徹底失去理性。

## 交通工具
- 馬克的老破車（Max's Rust Bucket）

外形是一部露營車，出現在《Ben 10》，是馬克帶小班和小玟在全美旅行的重要交通工具。看起來是平凡的車屋，甚至基本功能也出問題。可是隨劇情揭露這車屋隱藏不少高科技裝備。
- 老破車二號（Rust Bucket II）

在《Ben 10 外星英雄》，馬克已經將原本的老破車換成老破車二號。外觀和原本的老破車相似，為露營車型式，但還是有些許不同。在《Ben 10 外星英雄》凱文曾經偷走這輛車，但是不肯說原因。進化人撤退以後，馬克的車屋也成為他搭載由他訓練的新進水電工學員的交通工具。在《Ben 10 終極英雄》的時候裡面已經堆積許多物品，小班、小玟和凱文幫馬克清理。
- 凱文的巡洋艦（Kevin's Cruiser）

從《Ben 10 外星英雄》開始，凱文登場的時候就有自己的車。在執行任務的時候，經常是凱文開車載小班與小玟到現場。當凱文被海倫和曼尼俘虜的時候，小班和小玟搭公車去找凱文，小班抱怨怎樣的英雄會搭公車。凱文的車也常常成為敵人攻擊的目標，讓凱文抱怨大家都愛亂搞他的車。甚至小班作戰時也可能波及凱文的車。凱文在每次戰鬥以後會將得到的高科技放進後車箱，有時間就為車輛升級。在高科技配備下，凱文的車有先進的動力與武器系統。凱文的車曾經在《Ben 10 外星英雄》和進化人的決戰被摧毀而換新，另一次是在《Ben 10：外星蜂暴》被小班變身的神力暴龍拿來當武器砸向外星晶片而被毀。
- 船（Ship）

本身是蓋文星變形體貝索在《Ben 10 外星英雄》為了求救釋放的共生有機體，後來成為茱莉的寵物。永恆武士為了入侵龍的星球而俘虜船，讓船和永恆武士打造的星艦結合成為武器，但是船仍然在茱莉呼喚下擺脫控制。船除了可以像小班變身變形怪時讓接觸的機械裝置「升級」，還能模仿接觸過的機械裝置，所以自此之後能變身為星艦。在《Ben 10 外星英雄》裡面，船除了在進化人總攻擊時隨茱莉加入反擊的行列，也在後來需要進行星際航行的任務時由茱莉那裡前去幫忙小班。
- 小班的豪華馬克10（Ben's Deluxe Mark 10）

小班的車是凱文在《Ben 10：外星蜂暴》當生日禮物送給小班，不過小班當時表示自己的生日已經過了一個月。從那時候開始，小班可以自己開車。在《Ben 10：外星蜂暴》的故事以後，小班在《Ben 10 終極英雄》開始才比較有自己開車的場面。如果要和凱文與小玟一起進行任務，也可以看到凱文的車和小班的車一起行進。
- 老破車三號（Rust Bucket III）

在《Ben 10 外星英雄》第三季，執行任務更需要在太空飛行，讓太空船成為必要的配備。在維德兄弟要求按照法院命令為貝索取回船，小班和凱文要去找星際法院。但是如果直接用船過去會有讓船的價值曝光的疑慮，凱文就在這裡展示他的太空船。外形類似噴射機，被凱文命名「老破車三號」。在之後劇情以及《Ben 10  終極英雄》，除了太空航行，如果需要抵達的路程遙遠，也可能用到老破車三號。老破車三號也配備武裝，先後出現包括火箭與雷射。
- 原型車（Proto-TRUK）

戮克的車和戮克一樣登場於《Ben 10 全面進化》。在偽裝下的外觀乍看是一部普通的貨車，實際上可以變形為飛行器並配備高科技推進裝置。

## 主要羅曼史

### 馬克的羅曼史
- 薇朵娜（Verdona）

薇朵娜是馬克的配偶，也是後來卡爾和法蘭克的母親，小班和小玟的祖母。馬克年輕時遇到薇朵娜並一見鍾情，並且帶薇朵娜躲避追捕者。後來在天工會協助下解除危機，薇朵娜也對馬克表露自己的真面目。在那之後馬克和薇朵娜分開一段時間，但是後來結婚。在Ben 10的主線故事開始的時候，馬克和薇朵娜已經分居，但是在小班、小玟和凱文讓他講薇朵娜的故事以後，仍然會望著夜空想薇朵娜。
- 莎琳（Xylene）

莎琳是外星人，屬於Uxorite族。在馬克還是年輕水電工的時候就和馬克認識，時間比薇朵娜晚，有戀愛關係的表現。不過莎琳要離開時，馬克選擇留在地球並提到羅斯威爾永遠都在。當莎琳再次出現在馬克面前，小班擔心這次馬克會跟她離開，不過馬克還是表示他要留在地球。對於薇朵娜是否知道莎琳的事，劇情並未表示。

### 小班的羅曼史
- 凱伊（Kai Green）

凱伊是小班在《Ben 10》時遇到的美洲原住民女孩，根據官方設定為小班的初戀。小班的Omnitrix受到外星狼人獸的影響讓小班處於變身的過渡階段，凱伊表現出對小班感興趣的樣子。在小班恢復正常後，才知道凱伊真正在意的是亞努土西。
她在《Ben 10 全面進化》再次登場，不過就時常與小班鬥氣，直至未來人Chrono Spanner的牽紅線下(直至說明小班在未來會娶凱伊)，二人才慢慢擦出火花。即便在已婚的未來，他們還不時會打情罵俏。
在《Ben 10,000》的平行世界未來，小班結婚的對象也是凱伊。
- 茱莉（Julie Yamamoto）

茱莉在《Ben 10 外星英雄》登場開始就是小班心儀的對象，而小班也在小玟的幫助下開始和茱莉的第一次約會。茱莉也在那一次的約會知道小班變身的祕密，而且覺得很酷。在之後的故事發展，茱莉的身份都是小班正式交往的女朋友。二人的關係曾經因為「船」而發生一些摩擦。
不過到《Ben 10 終極英雄》小班因為成名而表露的自我中心性格才是兩人關係後來陷入緊張的原因。小班後來向茱莉道歉，茱莉也願意再給小班機會。在兩人的關係上，小班表現得比茱莉還要缺乏信心。在茱莉失蹤的時候（實際上是被晶片擄走），小班就懷疑茱莉要棄他而去。反而是茱莉在小班因為身份剛曝光感到不安時給他鼓勵，或是在電視報導小班和珍妮佛之間的傳言時完全不擔心小班。在最後魔賈斯慫恿小班的時候，茱莉也出現在小班面前影響小班的決定，並且出現首次茱莉和小班在動畫中的接吻鏡頭。
到了《Ben 10 全面進化》茱莉首次登場時，劇情表示她已經和小班分手而且有了新男友，但是和小班仍然是朋友。
- 艾蓮娜‧華力達（Elena Validus）

艾蓮娜初次登場在真人電影版《Ben 10：外星蜂暴》，是小班小時候的好友。她是小班推薦加入足球隊，並且得到MVP。也因為她在隊伍就不會讓小班有機會碰球，小班才轉為守門員。當大家都不相信艾蓮娜的求救時，只有小班願意出面幫助她，甚至不惜觸怒馬克。小玟和凱文都認為艾蓮娜是小班的初戀。
艾蓮娜對小班的強烈執著在《Ben 10 終極英雄》才明顯表現出來。當時的艾蓮娜已經成為實質上的蜂后，不惜用傷害人的方式只為了得到小班。她對小班隱瞞事實，包括她綁架茱莉。在事情曝光以後，艾蓮娜對小班、小玟和凱文交戰並幾乎殺死小班。在茱莉提醒下停手，並且以「自毀」的方式釋放小班。艾蓮娜再次出現時假扮茱莉，打算既然小班愛的是茱莉，自己就用茱莉的身份留在小班身邊。事情曝光後又和小班交戰並幾乎殺死小班，在茱莉提醒下放過小班並在離開前聲言自己還會回來。
到了《Ben 10 全面進化》艾蓮娜唯一一次登場時，她換了一道棕髮，從她只是赤手空拳作戰來看，顯然她已經不再用晶片的力量了。
- 珍妮佛（Jennifer Nocturne）

珍妮佛是電影明星，主演吸血鬼，在《Ben 10 終極英雄》登場。當她公開被忍者「攻擊」並由小班出面阻止後，公開強吻小班成為媒體報導的話題。不久珍妮佛甚至大陣仗邀請小班出席公開場合。因為輸給小班而心有不甘的替天行道大隊長綁架茱莉和珍妮佛，逼小班玩二選一。最後小班救了茱莉，小玟救了珍妮佛。珍妮佛隨後試圖對凱文調情，被小玟警告。
- 尤妮絲（Eunice）

尤妮絲是Unitrix的人類型態，在《Ben 10 終極英雄》首度登場。第一次出現在小班、小玟和凱文面前時是裸體的，後來先暫時穿小班的外套再換上小玟的衣服。當時小班和茱莉的關係陷入冰點，在小班的認知是和茱莉分手。小班和尤妮絲認識沒多久就快速互相吸引，而且幾乎接吻。尤妮絲後來隨阿茲米斯離開，看守普萊摩斯。關於尤妮絲之後對小班關係的想法，官方劇情尚未有下文。
- 愛莉（Emily）

愛莉是小玟從幼稚園開始的朋友，和小玟念同一所中學。她曾經和小班約會一次，因為小班把她用網子掛在離地面200英呎高的廣播塔上而厭惡小班，即使小班表示那是為了她的安全。
- 伊絲達（Ester）

小班在《Ben 10 全面進化》和戮克原本為了追回被偷的核融引擎而追蹤這位有一半可熱族血統的女孩。在伊絲達較為主動的互動過程，小班和她成為朋友，並且在後來為了防止可熱族毀掉地表環境而合作。後來伊絲達的奇那族朋友們稱小班為「伊絲達的男朋友」，小班也提及如果他想要則他和伊絲達的可能性。最後她在 The Most Delicious Show 結束後決定退出這個單戀關係。
- 露瑪（Looma）

泰卓曼人公主，原本和凱文有婚約並追著凱文不放。被小班打敗後，就在小班事前不了解泰卓曼人習俗的情況下成為小班的未婚妻並執著於小班。後來在準備結婚禮物的過程中敗給茱莉等人，承認自己將小班輸給了茱莉。

除了愛莉，以上所有「後宮」都是 The Most Delicious Show 的參賽者，勝出者可與小班結婚。
- 尤妮絲在賽前被小班以血親為由而被篩走；
- 珍妮佛在第一回合落敗出局；
- 茱莉在第二回合落敗出局；
- 艾蓮娜第四回合被強制出局；
- 露瑪在第五回合落敗出局；
- 伊絲達在最後兩強中被小班剔走；
- 凱伊就是最後勝出的「正妻」。

### 小玟的羅曼史
- 凱文（Kevin Levin）

凱文在《Ben 10》時已經登場，當時仍然處於敵對狀態。但是根據跳跳版的敘述，小玟本身對凱文從小苦難的遭遇感到同情。在《Ben 10 外星英雄》凱文登場時，開始表現對小玟的在意。經過一段時間後，小玟已經發現凱文在注意她，但是對凱文遲遲不開口約她感到不耐。直到小玟的學校舞會，凱文在小班幫助下邀請小玟參加舞會，雖然發生一些波折沒有在預定的地方共舞。凱文由於Omnitrix能量爆發異變以後，小玟努力翻閱書籍想找回治好凱文的方法，不過沒有告訴凱文。在凱文因為邪咒魔女的挑撥說出他認為小玟是故意放任那種情況，小玟傷心但沒有多做辯解。當小玟看到凱文突然恢復原狀時，追查的結果發現和麥克晨星有關係而找上麥克。小玟因此受麥克所害，凱文為了救小玟又變回異變狀態。小玟又進行穿越時空想要改寫過去讓凱文免於異變，卻造成另一個可怕的未來，只好努力把時間線修正回來。到《Ben 10 外星英雄》的結局，凱文因為Omnitrix的自毀恢復正常。到《Ben 10 終極英雄》，小玟和凱文的關係大部分穩定發展，除了曾經為學開車的事爭論。在凱文表現超乎平常的認真追查惡怪剋的時候，小玟關心凱文的心理壓力。後來凱文為了擊敗惡怪剋吸收Ultimatrix的能量，之後因此發瘋並到處報仇與奪取能量。在小班堅持要消滅凱文的時候，小玟還是不放棄尋找讓凱文恢復的方法，甚至首次和小班爆發武力衝突。後來在和麥克與小柏合作下將凱文恢復，小班也預料並和小柏阻止別有居心的麥克。在之後的劇情，小玟和凱文的關係仍然穩定發展中。
- 小柏（Cooper）

小柏在《Ben 10》首度登場，但是到《Ben 10 外星英雄》才開始表現對小玟的瘋狂迷戀。當凱文提到找小柏修復機器，小班提到小柏迷戀小玟。發現小柏被半人獸抓走並前往救援的路上，凱文一再拿小柏的事調侃小玟。進行救援時，小柏在對小玟說話時用線上遊戲的角色形容小玟。對於小柏的瘋狂和凱文的刺激，小玟的不滿幾乎要爆發。和進化人的決戰時，也宣稱要跟隨小玟。在《Ben 10 終極英雄》小柏再次出現的時候是要幫小玟將凱文恢復正常，雖然仍然對小玟有意，態度已經沒之前那麼瘋狂。在凱文恢復以後，小玟在小柏臉上親一下。
- 溫斯頓（Winston）

永恆武士破壞印記釋放路庫布拉以後，小班、小玟和凱文前往調查現場遇到永恆武士。其中的侍從溫斯頓見到小玟就受到吸引，凱文更不放心讓溫斯頓和小玟獨處。在小玟重新封印路庫布拉以後，塞路斯警告溫斯頓不要和敵人調情。

### 凱文的羅曼史
- 小玟（Gwendolyn "Gwen" Tennyson）

凱文在《Ben 10》的時候還沒有對小玟有任何戀愛的表現，在《Ben 10 外星英雄》開始顯露出來。在小班不滿小玟批評馬克而斥責的時候，凱文忍不住插話。凱文在意小玟，但是小玟問他什麼時候才要提約會的時候又答不出來。凱文原本也不願意承認自己喜歡小玟，但是面臨薇朵娜可能帶走小玟時在行動中把心意表現出來。當小玟的學校要辦舞會，凱文本身有意參加，卻擔心以小玟讀的學校會讓自己看來缺乏教養。在小班的幫忙下，凱文還是邀請小玟參加舞會，雖然經過一些波折最後沒有在原本預定的地方共舞。在Omnitrix能量爆發引起的異變後，凱文因此對他與小玟的關係有心結。當小玟說她不在意時，凱文回答自己會在意。由於擔心自己原本的面貌會被遺忘，他送給小玟有自己照片的鍊墜。由於長期無法恢復原狀，凱文開始顯得灰心，讓邪咒魔女趁虛而入。他相信小玟故意放任他的模樣，這樣就可以保證他不會吸引別的女孩子。在聽到小班道出小玟在默默努力尋找幫助他的方法後，凱文沉默不語。後來凱文和麥克晨星合作恢復原狀，但是不告訴小玟事情的經過。結果小玟自己去找麥克而被吸能量，凱文為了救小玟和麥克交手後又變成異變狀態，但他表示為了小玟也只有認了。直到《Ben 10 外星英雄》的結局，因為Omnitrix的自毀而恢復。在《Ben 10 終極英雄》和小玟的關係大部分時候穩定發展，除了在小玟學開車的時候因為激烈反應讓小玟精神緊張。當凱文努力調查惡怪剋留下的痕跡時，表示感到同樣身為歐斯摩西人的自己對惡怪剋的行為也有責任，讓有些擔心他的小玟安撫他並吻他。和惡怪剋決戰時，為了擊敗惡怪剋吸收Ultimatrix的能量獲勝，但是自己也因此發瘋。凱文在傷害別人的同時，曾經幾乎殺了小玟，但是又以小玟曾對他很重要而沒有下手。之後凱文以殘存的理性刻意躲避小玟，因為他知道自己對能量瘋狂的渴望會讓他在和小玟相遇時做出傷害小玟的事。凱文恢復正常以後，和小玟熱吻。之後的劇情，凱文和小玟的關係繼續穩定發展，尚未出現太大的變數。
- 邪咒魔女（Charmcaster）

在《Ben 10 外星英雄》登場時要找小玟報復，認為凱文是小玟的弱點。她易容並化名卡洛琳，先對凱文表示對車輛的了解吸引凱文，再找機會展示自己的魔法。邪咒魔女挑撥凱文和小玟的關係，表示如果是凱文的女朋友就會想辦法治好凱文，影響了已經異變相當時間的凱文，讓凱文以為邪咒魔女才是關心他的。在凱文被利用害小玟被奪取天能以後，凱文故意對邪咒魔女表示真的對她有意，並按照計畫吸引邪咒魔女踏入陷阱幫小玟奪回天能。在《Ben 10 終極英雄》為了前往雷吉多蒙追惡怪剋，小玟找來邪咒魔女合作。當大家在雷吉多蒙的旅途上時，凱文故意調侃用「卡洛琳」稱呼邪咒魔女，但是邪咒魔女說她不會告訴凱文自己的絕真秘名。

## 故事線
- 正統故事線

被視為正統劇情所展開的故事線，主要是《Ben 10》、《Ben 10 外星英雄》、《Ben 10 終極英雄》和《Ben 10 全面進化》。另外還包括電影版的《Ben 10：變身之謎》和《Ben 10：外星蜂暴》，不算《Ben 10》的《Gwen 10》和《Goodbye and Good Riddance》。《Ben 10》的《Ben 10,000》劇情對小時候的小班是實際經歷，但是呈現的未來不是小班實際的未來，而是平行世界。《Ken 10》也是平行世界的未來。
而《Ben 10 再顯神威》原本的設定為重啟路線，與前面四部作品完全不相干，是一個新的設定，但在後來官方把它視為小班的平行時空之作品，且與前面四部作品有連動。
- Ben 10,000故事線

這個故事線是小班平行世界的未來。在這個世界，小班因為在世界各地執行任務完全忘了家人的重要，所以小玟穿越時空引來正統世界的十歲小班幫助他。這個世界的小玟身上配戴多枚貝賽爾魔咒石，戰鬥方式和正統世界的青少年小玟不一樣。這個世界的凱文仍然是小班的敵人，而且多次從虛無零界逃亡又被關回去。小班在這裡結婚對象是凱伊，有兒子肯尼。凱文有兒子達夫，後來成為小班的養子。
- Ben 10：超時空聖戰故事線

這個故事線的小班在暑假結束後回到學校不久遇到幻空，不同於正統故事線小班在暑假結束後立刻恢復平靜生活。馬克的老破車在這個世界被幻空摧毀，而不同於正統世界的老破車在《Ben 10 外星英雄》所揭露被馬克拿去換老破車二號。最後小班變身的超能獸將幻空砸向亞馬加頓魔盤，亞馬加頓魔盤被摧毀，幻空也消失。而正統故事線的世界亞馬加頓魔盤在《Ben 10 終極英雄》才被小班發現，幻空也在不同世界穿梭以後進入正統故事線的世界。

## 被變更的設定
在Ben 10系列中，有些早期出現的背景設定在後來被變更。
- 天工會和水電工

在《Ben 10》時期，天工會的設定是地球人成立的專門對付外星人事件的祕密組織，而且在故事開始的時期已經處於幾乎沒落的狀態，但從《Ben 10 外星英雄》開始就被更改為在宇宙執法的官方機構，在《變身之謎》中出現的陰克西卡和原本只是用來放逐邪惡外星人的虛無零界則都被設定為天工會管理的監獄（而且虛無零界內還有用來關押犯人的設施），甚至還有專門訓練水電工的培訓學校。
- 維多博士

在《Ben 10》的《The Return》出現的維多博士是外星人，也是鬼影的手下之一，幫助鬼影重生。在《Ben 10 終極英雄》的《Viktor: The Spoils》維多博士出現時已經是一具屍體，被各有盤算的沙里安王和基拉王子利用。最後被沙里安王以交換身體的方式成為沙里安王的身體，稱維多王。但是在《Ben 10 全面進化》出現時，又是以維多博士的身分行動。後來經過證實維多博士體內的沙里安王意識是被重新歸來的濟斯卡(鬼影)給摧毀，隨後維多取回身體控制權並且再次對鬼影宣誓效忠。
- 幻空的身分

在《Ben 10：超時空聖戰》幻空出現時，表示幻空是克隆米亞星人。幻空說克隆米亞星人的力量過於強大，導致自我毀滅。在跳跳版甚至解釋克隆米亞星原本是充滿生命的星球，後來遭到破壞。但是幻空在《Ben 10 終極英雄》再次出現時，身分已經改為平行世界版本的小班。在《Ben 10 全面進化》更是清楚表明這種設定。
- 小玟的魔法

小玟使用魔法的能力在《Ben 10》後期覺醒，當時設定小玟的魔法跟駭屍和邪咒魔女的魔法是相同的能力，但在《Ben 10 外星英雄》中小玟的魔法被改成安諾星人所擁有的「天能」，不但跟駭屍和邪咒魔女的魔法有本質上的差異，甚至還是比那更高等的能力。
- 歐斯摩西人與「水電工後代」

在《Ben 10 外星英雄》曾經表示凱文的父親是水電工，也提到要找水電工後代來合作。艾倫以及後來的海倫、曼尼和皮爾斯都被認為是擁有外星人血統。在《Vendetta》甚至有過去凱文的父親和馬克一起出任務而犧牲的故事。但是在《Ben 10 全面進化》的《The Rooters of All Evil》表示歐斯摩西人和那些所謂的「水電工後代」都是被合成出來的，也沒有歐斯摩西五號星。至於自己是水電工後代的認知以及馬克本人記得曾經和凱文父親一起出任務的事，都是被植入虛假的記憶。但是在《Ben 10 外星英雄》的《Vendetta》出現的滅絕郎君，仍然沒有解釋,《Ben 10 終極英雄》中的惡怪剋也是,而且惡怪剋說他跟凱文同樣是歐斯摩西人。
- 小班的未來與終極班哥

在《Ben 10 終極英雄》的《Ben 10,000 Returns》出現的終極班哥一開始在和幻空戰鬥。在和矛盾博士一起到小班所在的年代後，表示自己是小班真正的未來。除了提到十歲時曾經前往未來遇到另一個班哥，也提到本身發生什麼事。在《Ben 10 全面進化》的設定，終極班哥被改為平行設定。《Ben 10 全面進化》的設定者Derrick J. Wyatt曾經表示認為終極班哥是個彆腳的設定。

## 播出

### 中国大陸

#### 电视方面
2007年，Ben 10在中国输出初期在中国中央电视台少儿频道 (现中央广播电视总台电视少儿频道) 播出的第一部，但是由收视率不高，央视快速停播。2012年，央视第二次播出，由CCTV-6周末早上播出，在北京录音  (实际由中国国家广电总局电影频道节目中心译制)，以Ben 10 外星传奇名义，到2013年停播。2010年底，第一部由广东电视台 (现广东广播电视台) 买版权，在嘉佳卡通卫视播出，然后由湖南金鹰卡通卫视播出。
2014年，外星英雄 (第二部) 和终极英雄 (第三部) 由广东广播电视台与奥飞娱乐买版权与合作出品，由特纳广播系统公司交给授权，为嘉佳卡通卫视全国首家播出在早间和中午时间，在广州录音。
2015年5月11日到6月15日，嘉佳卡通卫视再次重播Ben 10系列 (从一部到三部) 在北京时间中午11:05到下午02:00播出，除周末和六一节。
2017年9月21日，全面进化 (第四部) 在中国中央电视台少儿频道《动漫世界》栏目播出，以少年骇客全面进化名义，到10月25日结束播出。2018年2月28日由金鹰卡通卫视在晚间22:00播出，到3月底停播。
2018年6月15日到17日，由上海电视节动画片展播，上海广播电视台哈哈炫动卫视 (原名炫动卡通) 播出的再显神威 (第五部) 的部分剧集，在晚间22:25播放。直到2019年2月22日，再显神威正式在哈哈炫动卫视播出，在每周五至周日17:15首播，每周六至周一12:00重播。
以外，Ben 10电影在CCTV-6与嘉佳卡通卫视播出。本系列玩具广告及短片在嘉佳卡通卫视，卡酷少儿卫视，金鹰卡通卫视与哈哈炫动卫视罕见播放。

#### 网络方面
现在由腾讯视频 (全系列，自己配音) ，百视通 (第一部和第三部)和优酷（第一部和第二部）播出为主。以前有乐视播放的第一部到四部，现在撤销。

## 解釋
1. ↑  .   [2012-09-12]. （原始内容存档于2012-09-12）.
2. ↑  .   [2012-09-13]. （原始内容存档于2012-09-13）.
3. ↑  .   [2012-03-11]. （原始内容存档于2013-05-13）.
4. ↑  .   [2012-03-11]. （原始内容存档于2012-02-08）.
5. ↑  .   [2011-12-01]. （原始内容存档于2015-11-06）.
6. ↑  .   [2015-09-12]. （原始内容存档于2015-08-21）.
7. ↑  .   [2015-09-12]. （原始内容存档于2015-11-02）.
8. ↑  .   [2012-09-13]. （原始内容存档于2012-09-13）.
9. ↑  .   [2011-12-01]. （原始内容存档于2007-10-11）.
10. ↑  .   [2012-09-15]. （原始内容存档于2012-09-15）.
11. ↑  .   [2011-12-01]. （原始内容存档于2011-11-27）.
12. ↑  .   [2011-12-01]. （原始内容存档于2015-01-06）.
13. ↑  .   [2011-12-01]. （原始内容存档于2012-04-25）.
14. ↑  在中文版《Ben 10》的《Ben 10,000》一集平行未來的小玟自稱上大學後改名玟琳，實際上「小玟」就是「玟琳」的簡稱。
15. ↑  .   [2019-02-24]. （原始内容存档于2019-02-25）.
16. ↑  其中，少年骇客原版，外星英雄的全部剧集，终极英雄 (腾讯译名终极异形)，全面进化 (腾讯译名最终进化) 和再显神威的部分剧集为免费观看，终极英雄，全面进化和再显神威的其他剧集为要求VIP会员观看。但由版权限制，除原版和全面进化小部分剧集之外，其他内容在大陆境外 (含港澳台) 限制观看。

## 相關連結
- （英文）卡通頻道的節目介紹（页面存档备份，存于）
- （英文）官方主題網站